# Ендрюс (Південна Кароліна)
Ендрюс (англ. Andrews) — місто (англ. town) в США, в округах Джорджтаун і Вільямсберг штату Південна Кароліна. Населення — 2575 осіб (2020).

## Географія
Ендрюс розташований за координатами 33°26′58″ пн. ш. 79°33′57″ зх. д. / 33.44944° пн. ш. 79.56583° зх. д. (33.449427, -79.565970).  За даними Бюро перепису населення США в 2010 році місто мало площу 5,71 км², уся площа — суходіл.

## Демографія
Згідно з переписом 2010 року, у місті мешкала 2861 особа в 1072 домогосподарствах у складі 780 родин. Густота населення становила 501 особа/км².  Було 1247 помешкань (218/км²).
Расовий склад населення:
| - 64,9 % — чорних або афроамериканців - 31,6 % — білих - 0,8 % — азіатів - 0,5 % — корінних американців - 1,5 % — осіб інших рас |

До двох чи більше рас належало 0,8 %. Частка іспаномовних становила 3,6 % від усіх жителів.
За віковим діапазоном населення розподілялося таким чином: 27,9 % — особи молодші 18 років, 58,2 % — особи у віці 18—64 років, 13,9 % — особи у віці 65 років та старші. Медіана віку мешканця становила 36,0 року. На 100 осіб жіночої статі у місті припадало 84,0 чоловіків;  на 100 жінок у віці від 18 років та старших — 78,0 чоловіків також старших 18 років.
Середній дохід на одне домашнє господарство  становив 39 548 доларів США (медіана — 31 173), а середній дохід на одну сім'ю — 45 639 доларів (медіана — 38 406). Медіана доходів становила 31 667 доларів для чоловіків та 30 172 долари для жінок. За межею бідності перебувало 37,5 % осіб, у тому числі 57,7 % дітей у віці до 18 років та 26,7 % осіб у віці 65 років та старших.
Цивільне працевлаштоване населення становило 970 осіб. Основні галузі зайнятості: освіта, охорона здоров'я та соціальна допомога — 23,8 %, роздрібна торгівля — 20,1 %, виробництво — 17,4 %, мистецтво, розваги та відпочинок — 14,7 %.